# Хоменко Андрій Вікторович
Андрі́й Ві́кторович Хоме́нко (6 грудня 1997, с. Розкопанці, Київська область — 3 березня 2022) — старший лейтенант Збройних сил України, командир десантно-штурмового взводу 3-ї батальйонної тактичної групи 80-ї окремої десантно-штурмової бригади, учасник російсько-української війни. Герой України (2022, посмертно).

## Життєпис
Народився 6 грудня 1997 року в селі Розкопанці Богуславського (нині — Обухівського) району Київської області. Старший брат — також бойовий офіцер.
2019 року завершив навчання, отримав диплом і перше офіцерське звання. За розподілом потрапив у 3-тю батальйонну тактичну групу, що в Чернівцях, яка підпорядкована 80 ОДШБр. Практично одразу після випуску відправився в район ООС.
Служив командиром десантно-штурмового взводу 80-ї окремої десантно-штурмової бригади Десантно-штурмових військ Збройних Сил України.
На початку березня 2022 року в Станично-Луганському районі Луганської області знищив п'ять одиниць БМП-3 і два танки противника, точно скорегував вогонь артилерії по ворожій колоні, після чого здійснив успішну евакуацію особового складу десантно-штурмового батальйону.
3 березня 2022 року в районі населеного пункту Козачого, позиція старшого лейтенанта Андрія Хоменка знищила 5 одиниць БМП-3 і один танк противника. Неодноразово офіцер-десантник здійснював евакуацію особового складу різних підрозділів бригади, вивозив поранених та вцілілих воїнів після атаки з повітря, а також танкових обстрілів противника.
Загинув 3 березня 2022 року під час знищення ворожого десанту в районі села Андрійчикове Миколаївської області. Він до кінця командував своїм підрозділом, який завдав противнику максимальних втрат, знищено близько 30 окупантів.
Похований герой 17 березня в родинному селі Обухівського району Київської області. 

## Нагороди
- звання Герой України з удостоєнням ордена «Золота Зірка» (2022, посмертно) — за особисту мужність і героїзм, виявлені у захисті державного суверенітету та територіальної цілісності України, вірність військовій присязі[5].